# Rhithrogena plana
Rhithrogena plana is een haft uit de familie Heptageniidae. De wetenschappelijke naam van de soort is voor het eerst geldig gepubliceerd in 1978 door Allen & Chao.
De soort komt voor in het Nearctisch gebied.